# Кућица
Кућица (алб. Kuçicë) је насеље у општини Србица, Косово и Метохија, Република Србија. Село историјски и географски припада Дреници. Према попису становништва из 2011. године, село је имало 547 становника, већину становништва чинили су Албанци. Историјски и географски село Кућица припада Дреници.

## Географија
Кућица се налази у долини реке Клине и припада типу џематских дреничких села. Кућица има две махале: Poshtёm i Ерёrm. У атару села Кућице постоје два сватовска гробља Vorre te krushqëve.
Оба су старовремска, али припадају различитим добима. Потом, до села постоји иједно старовремско гробље које Албанци зову Vorre prëj vakt Kauri, а налази се на месту званом Крш бајлијски. Село Кућица има два савремена гробља.
У атару села Кућице називи места имају ова имена: Ara ner shtëpi, Kodra e Tafës, Kodra e Tafës, Kodra e Medës, Kodra e Shabanit, Luguj i Lipunit, Grmela, Petlla. Pajatishta, Bojlija, Zalishta, Gurishte, Ara te Kodra, Kodra Mus, Galica, Breg, Ara Obrinj, Krshtina nër shtëpi, Ara e Beqirit, Ara e madhe, Ara te mullini, Ara mas shtëpisë, Prroni e zdravcit, Prroni e Ullicit, Prroni i mal, Prroni lugjeve, Prroni eldes, Prroni e Boshnjakut - Beshinjak, Kroni e Uescovcit, Kroni i rekës, Çeshma e lugut Aks, Prroni i kishës, Balza strelict, Borçevac-Borçevica, Kisha (налази се на Борчевцу).

## Историја
У катастарском попису области Бранковића из 1455. године, наводи се село Кућица. са 2З куће. Од тога било је 19 кућа српских, З куће албанске и 1 кућа влашка. У наведеном попису, пољопривредна производња у селу Кућици наводи се овако. Наиме, принос од пшенице износио је 240 лукана, а феудални доходак ЗО лукана. Принос од јечма и зоби износио је 200 лукана, а доходак је био 25 лукана. Принос од проса и грахорице износио је 80 лукана, а доходак је био 10 акчи. Принос од пасуља износио је 80 акчи, а доходак је био 10 акчи. Принос од вртова износио је 160 акчи, а доходак 20 акчи. Принос од лана износио је 160 акчи. а ушур је био 20 акчи. Принос од воћа је био 64 акче, а ушур 8 акчи. Принос од винограда износио је 200 чаброва, а ушур је износио 40 акчи. Принос од кошница пчела износио је 240 акчи, а доходак 30 акчи. Приход од домаћих свиња био је 160 акчи, а ресум на свиње износио је 20 акчи. Кућица је имала 320 свиња.

## Порекло становништва по родовима
Подаци порекла становништва по родовима из 1936. године:
Албанци:
- Бекај (6 кућа), од фиса Гаш.
- Сељими (12 кућа), од фиса Гаш. У старини од овога рода 1 кућа се одселила у Доњи Стрмац. Затим, 1 домаћинство је одсељени 1928. године у Албанију.
- Смаиљи (5 кућа), од фиса Гаш. Од овога рода одсељена је 1 кућа у дреничко село Дубовац за време Првог светског рата.

Цигани (Мађупи):
- Ђимо (1 кућа), од фиса Шаљ. Досељени су 1930. године из села Брабоњића на Косову, као печалбари.

Према изнетоме у 1936. години, у селу Кућици је обитавало албанских родова: 3 рода, са 23 куће. Цигана—Мађупа 1 род, са 1 кућом.

## Становништво
Према статистичким подацима из 1914. године, Кућица је имала са засеоком Доњи Стрмац, 236 становника. Према попису становништва из 1921. године, Кућица је имала (са засеоком Доњи Стрмац), 170 становника, са 35 домова. Према попису становништва из 1948. године, Кућица је имала 413 становника, од тога 214 мушких и 199 женских, са 57 кућа, (заједно са засеоком Доњи Стрмац).
| Година       | 1914 | 1921 | 1948 | 1953 | 1961 | 1971 | 1981 | 1991 | 2011 |
| ------------ | ---- | ---- | ---- | ---- | ---- | ---- | ---- | ---- | ---- |
| Становништво | 236  | 170  | 413  | 448  | 510  | 545  | 632  | 667  | 547  |

|  |

### Етнички састав становништва
| Етнички састав према попису из 1961.‍ | Етнички састав према попису из 1961.‍ | Етнички састав према попису из 1961.‍ | Етнички састав према попису из 1961.‍ | Етнички састав према попису из 1961.‍ |
| ------------------------------------ | ------------------------------------ | ------------------------------------ | ------------------------------------ | ------------------------------------ |
|                                      |                                      |                                      |                                      |                                      |
| Албанци                              | Албанци                              |                                      | 409                                  | 80,20%                               |
| Срби                                 | Срби                                 |                                      | 100                                  | 19,61%                               |
| Југословени                          | Југословени                          |                                      | 1                                    | 0,20%                                |
| Укупно: 510                          |                                      |                                      |                                      |                                      |

| Етнички састав према попису из 1971.‍ | Етнички састав према попису из 1971.‍ | Етнички састав према попису из 1971.‍ | Етнички састав према попису из 1971.‍ | Етнички састав према попису из 1971.‍ |
| ------------------------------------ | ------------------------------------ | ------------------------------------ | ------------------------------------ | ------------------------------------ |
|                                      |                                      |                                      |                                      |                                      |
| Албанци                              | Албанци                              |                                      | 451                                  | 82,75%                               |
| Срби                                 | Срби                                 |                                      | 92                                   | 16,88%                               |
| Укупно: 545                          |                                      |                                      |                                      |                                      |

| Етнички састав према попису из 1981.‍ | Етнички састав према попису из 1981.‍ | Етнички састав према попису из 1981.‍ | Етнички састав према попису из 1981.‍ | Етнички састав према попису из 1981.‍ |
| ------------------------------------ | ------------------------------------ | ------------------------------------ | ------------------------------------ | ------------------------------------ |
|                                      |                                      |                                      |                                      |                                      |
| Албанци                              | Албанци                              |                                      | 580                                  | 91,77%                               |
| Срби                                 | Срби                                 |                                      | 52                                   | 8,23%                                |
| Укупно: 632                          |                                      |                                      |                                      |                                      |

| Етнички састав према попису из 2011.‍ | Етнички састав према попису из 2011.‍ | Етнички састав према попису из 2011.‍ | Етнички састав према попису из 2011.‍ | Етнички састав према попису из 2011.‍ |
| ------------------------------------ | ------------------------------------ | ------------------------------------ | ------------------------------------ | ------------------------------------ |
|                                      |                                      |                                      |                                      |                                      |
| Албанци                              | Албанци                              |                                      | 532                                  | 97,26%                               |
| Бошњаци                              | Бошњаци                              |                                      | 2                                    | 0,37%                                |
| Укупно: 534                          |                                      |                                      |                                      |                                      |